# Aldos
En aldos är en monosackarid (ett enkelt socker) som innehåller en kolatomkedja med en karbonylgrupp på den yttersta kolatomen, vilket gör den till en aldehyd och hydroxylgrupper anslutna till alla andra kolatomer. Med tre kolatomer är glyceraldehyd den enklaste aldosen. Aldoser isomeriserar till Ketos (organisk kemi)ketoser genom Lobry-de Bruyn-van Ekenstein-transformation. Aldoser skiljer sig från ketoser genom att den har en karbonylgrupp i slutet av kolkedjan.

## Struktur

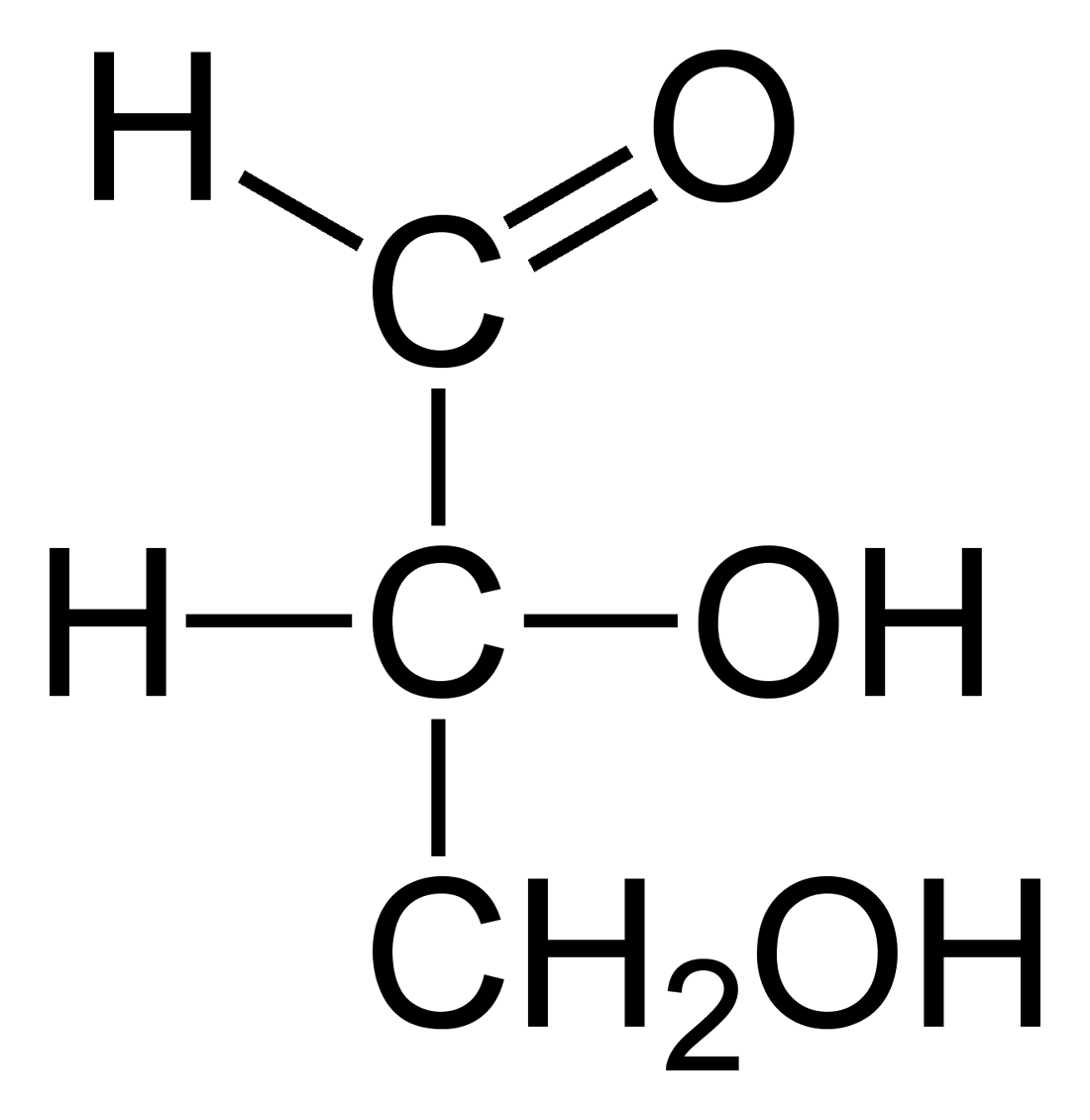
D-glyceraldehyd

Liksom de flesta kolhydrater har enkla aldoser den allmänna kemiska formeln Cn(H2O)n (n≥3). Eftersom formaldehyd (n = 1) och glykolaldehyd (n = 2) i allmänhet inte anses vara kolhydrater, är den enklaste möjliga aldosen triosglyceraldehyden, som bara innehåller tre kolatomer.
Eftersom de har minst ett asymmetriskt kolcentrum uppvisar alla aldoser stereoisomerism. Aldoser kan existera i antingen en D-form eller L-form. Bestämningen görs baserat på kiraliteten hos det asymmetriska kolet längst bort från aldehydänden, nämligen den näst sista kolatomen i kedjan. Aldoser med alkoholgrupper till höger om Fischerprojektionen är D-aldoser, och de med alkoholer till vänster är L-aldoser. D-aldoser är vanligare än L-aldoser i naturen.
Exempel på aldoser är glyceraldehyd, erytros, ribos, glukos och galaktos. Ketoser och aldoser kan differentieras kemiskt genom Seliwanoffs test, där provet upphettas med syra och resorcinol. Testet är beroende av uttorkningsreaktionen, som sker snabbare i ketoser, så att medan aldoser reagerar långsamt och producerar en ljusrosa färg, reagerar ketoser snabbare och starkare för att producera en mörkröd färg.
Aldoser kan isomerisera till ketoser genom Lobry-de Bruyn-van Ekenstein-omvandlingen. 

## Nomenklatur och vanliga aldoser

Family tree of aldoses: (1) D-(+)-glyceraldehyd; (2a) D-(−)-erytros; (2b) D-(−)-treos; (3a) D-(−)-ribos; (3b) D-(−)-arabinos; (3c) D-(+)-xylos; (3d) D-(−)-lyxos; (4a) D-(+)-allos; (4b) D-(+)-altros; (4c) D-(+)-glukos; (4d) D-(+)-mannos; (4e) D-(−)-gulos; (4f) D-(−)-idos; (4g) D-(+)-galaktos; (4h) D-(+)-talos

Aldoser differentieras av antalet kolatomer i huvudkedjan. Det minsta antalet kol i den ryggrad som behövs för att bilda en molekyl som fortfarande anses vara en kolhydrat är 3, och kolhydrater med tre kol kallas trioser. Den enda aldotriosen är glyceraldehyd, som har ett kiralt stereocenter med 2 möjliga enantiomerer, D- och L-glyceraldehyd.
Några vanliga aldoser är:
- Triose: glyceraldehyd
- Tetroser: erytros, treos
- Pentoser: ribos, arabinos, xylos, lyxos
- Hexoser: glukos

Den mest diskuterade kategorin aldoser är de med 6 kolatomer, aldohexoser. Några aldohexoser som allmänt kallas med vanliga namn är:
- D-(+)-Allos
- D-(+)-Altros
- D-(+)-Glukos
- D-(+)-Mannos
- D-(−)-Gulos
- D-(+)-Idos
- D-(+)-Galaktos
- D-(+)-Talos

## Stereokemi
Aldoser hänvisas vanligtvis till med namn som är specifika för en stereoisomer av föreningen. Denna skillnad är särskilt viktig i biokemi, eftersom många system bara kan använda en enantiomer av kolhydraten och inte den andra. Aldoser är dock inte låsta i någon konformation utan kan och fluktuerar mellan olika former.
Aldoser kan tautomerisera till ketoser i en dynamisk process med en enol-mellanprodukt (mer specifikt en enediol). Denna process är reversibel, så aldoser och ketoser kan betraktas som att vara i jämvikt med varandra. Aldehyder och ketoner är dock nästan alltid stabilare än motsvarande enolformer, så aldo- och ketoformerna dominerar normalt. Denna process, med sin enolmellanprodukt, möjliggör också stereoisomerisering. Grundläggande lösningar påskyndar omvandlingen av isomerer.
Kolhydrater med mer än 4 kolatomer finns i en jämvikt mellan den slutna ringen eller den cykliska formen och den öppna kedjeformen. Cykliska aldoser ritas vanligtvis som Haworthprojektioner, och öppna kedjeformer ritas vanligtvis som Fischerprojektioner, som båda representerar viktig stereokemisk information om de former de avbildar.